# Allemanche-Launay-et-Soyer
Allemanche-Launay-et-Soyer  là một xã thuộc tỉnh Marne trong vùng Grand Est đông nam nước Pháp. Xã nằm ở khu vực có độ cao trung bình 77 mét trên mực nước biển.